# 층리

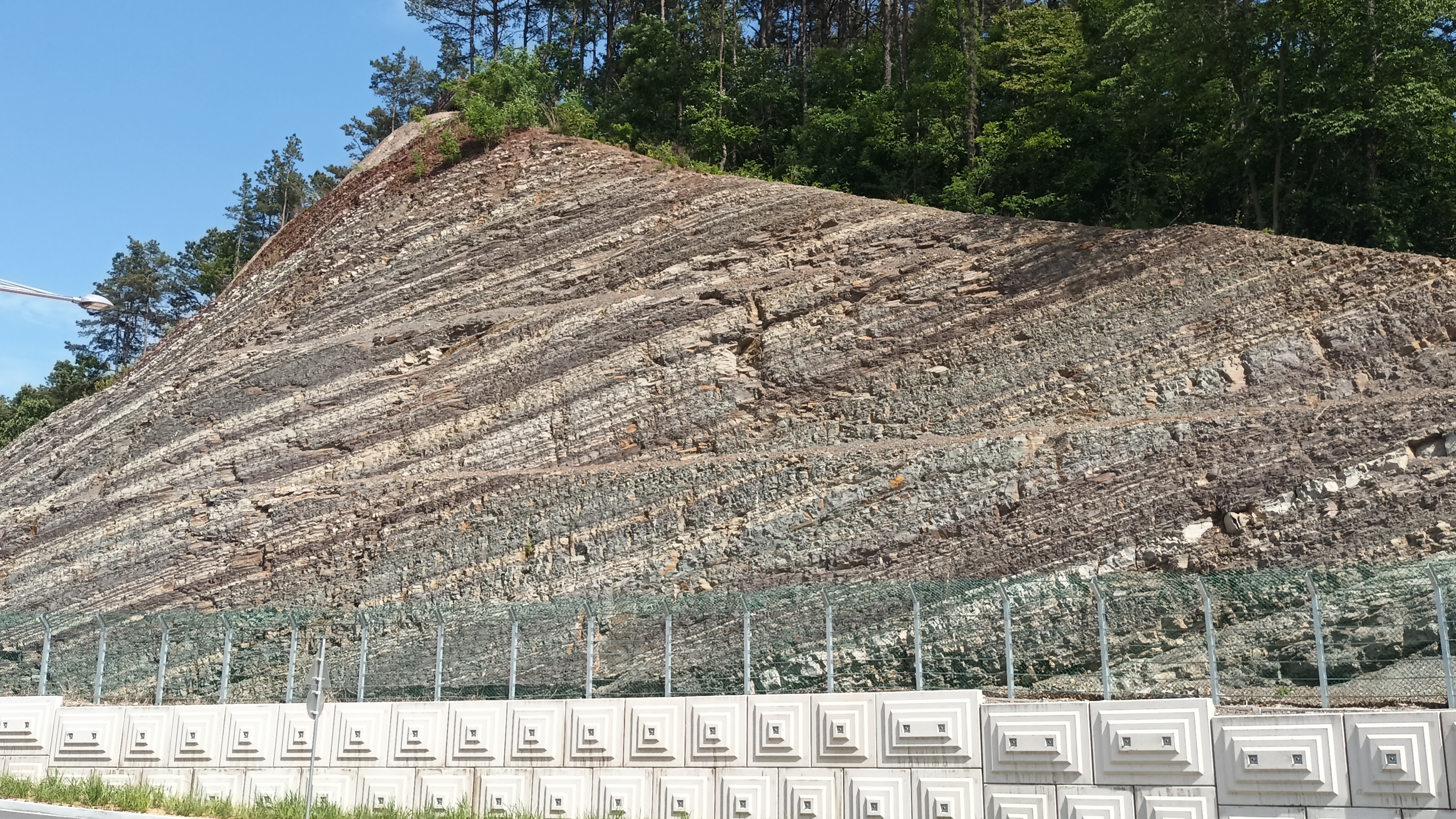
영동군 영동읍 매천리 영동층군에 발달한 층리

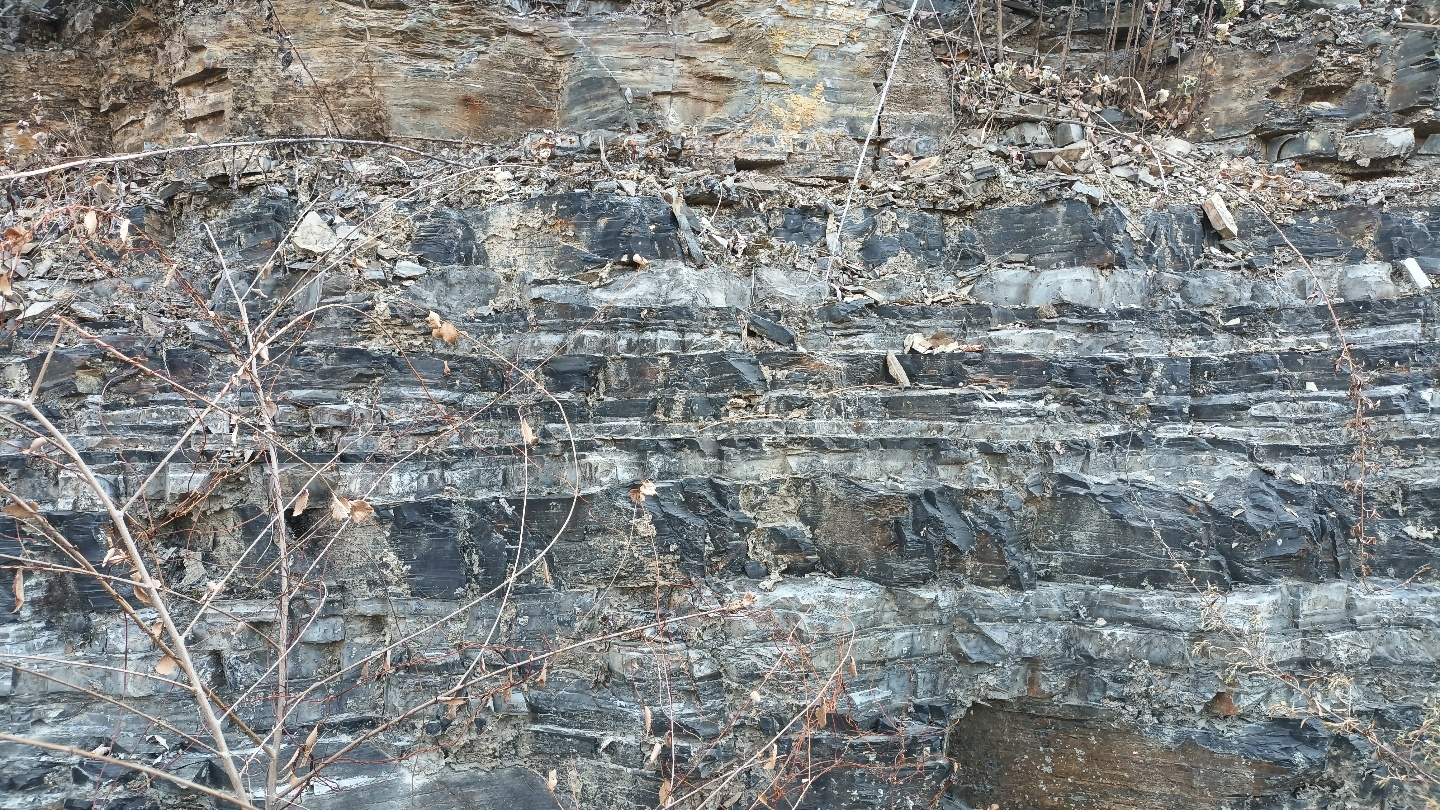
대구광역시 수성구 지역 경상 누층군 반야월층에 발달한 층리

층리(層理)(영어: Bedding)는 퇴적암 등의 퇴적 구조에서 보이는 평행한 줄무늬를 말한다. 층리는 크기나 색깔이 다른 퇴적물이 물 밑에 가라앉아 퇴적될 때 알갱이의 크기, 색, 성분, 퇴적 속도 등의 변화로 층리가 만들어진다. 층리의 종류로는 사층리, 연흔 등이 있다. 또한 층리는 물과 바람이 거의 없는 저에너지 환경, 예를 들면 해저 깊숙한 곳이나 호수 깊은 곳에서 주로 만들어진다. 그리고 층리의 줄무늬는 퇴적 구조가 바뀔 때 생성된다.

## 한국
대한민국 내에 발달하는 퇴적암 지층 경상 누층군과 조선 누층군, 평안 누층군에는 층리와 연흔 등이 잘 발달해 있다. 이에 대해서는 해당 문서에 나와 있는 사진들을 참조할 것.

## 종류
- 점이층리: 퇴적물 입자의 크기가 아래에서 위로 가면서 감소하는 형태의 층리이다. 퇴적물이 깊은 호수나 바다에 쌓일 때 주로 나타난다.[1]
- 사층리: 기울어지거나 엇갈린 모양의 층리이다.
- 연흔: 퇴적암 표면에 물결 자국이 보이는 것으로 수심이 얕은 물 밑에서 물의 흐름이나 파도에 의해 생긴다.

## 같이 보기
- 퇴적암
- 연흔
- 사층리